# Mazloum Abdi
Ferhat Abdi Şahin, (en kurde : فەرھاد عەبدی شاھین), dit Mazloum Abdi (en kurde : مەزڵوم عەبدی), Mazloum Kobane (en kurde : مەزڵوم کۆبانی), ou Şahin Cilo (en kurde : شاھین سلۆ), né vers 1967 à Kobané, est un dirigeant politico-militaire kurde de Syrie. Après avoir été longtemps un membre actif du PKK, il prend des fonctions de commandement au sein du PYD, lors de la guerre civile syrienne. Depuis 2015, il est le commandant en chef des Forces démocratiques syriennes (FDS), une coalition militaire visant à chasser l'Etat islamique et la Turquie du nord-est de la Syrie.

## Biographie

### Jeunesse et engagement au sein du PKK
Ferhat Abdi Şahin naît vers 1967 et grandit à Kobané, en Syrie à la frontière avec la Turquie. Alors qu’il étudie l’ingénierie civile à l’Université d’Alep, il rejoint à 23 ans la branche syrienne du Parti des travailleurs du Kurdistan (PKK), et prend le nom de guerre de « Şahin Cilo » (Cilo étant le nom d’un sommet montagneux situé en territoire kurde en Turquie, non loin de la frontière avec l'Irak). 
Il occupe différentes fonctions au sein du Parti des travailleurs du Kurdistan (PKK), prenant part à la lutte armée contre l'État turc,. Très engagé sur le terrain, il est considéré comme l'un des proches d'Abdullah Öcalan. Il est arrêté et emprisonné à cinq reprises par le gouvernement syrien,. 
En 1997, il est envoyé en Europe, où il se montre actif dans les structures politiques du PKK. En 2001, il retourne au Kurdistan irakien, où il exerce différentes fonctions, notamment au sein du Parti de la solution démocratique du Kurdistan et des Forces de défense du peuple (HPG). Sa tête est mise à prix à 1,1 million de dollars par le gouvernement turc.

### Guerre civile syrienne
Ce n’est qu’en 2011, au début de la guerre civile syrienne, qu’il quitte le PKK pour organiser les activités des Unités de protection du peuple (YPG) en Syrie et qu'il prend le nom de guerre de Mazloum Kobané.
Mazloum Abdi intervient avec ses troupes également en Irak en 2014 au moment de la bataille de Sinjar pour ouvrir un nouveau front près de la frontière contre les djihadistes de l'EI. Le 18 août, il rencontre le général iranien Qasem Soleimani puis, quelques heures plus tard, des émissaires américains à Souleimaniye.
Profitant de la guerre qui a conduit au retrait des forces armées syriennes du Nord-Est du pays à majorité kurde et à l'établissement de partenariats avec les puissances étrangères soucieuses de combattre le groupe djihadiste État islamique, les forces de Mazloum Abdi finissent par dominer près d’un quart du territoire syrien, surnommée par les Kurdes « Rojava », avec pour capitale Kobané, ville assiégée mais victorieuse contre l'EI en 2014-2015. Après s’être illustré lors de cette bataille, Mazloum Abdi devient, en octobre 2015, le commandant des  Forces démocratiques syriennes fraîchement créées, une coalition rebelle de plusieurs dizaines de milliers de combattants qui inclut les YPG. La popularité de Mazloum Abdi en Syrie dépasse largement les YPG et même les populations kurdes, et fait de lui le principal interlocuteur des Américains.
Le 13 octobre 2019, après le retrait partiel des troupes américaines et le lancement de l'opération Source de paix par la Turquie, les Forces démocratiques concluent un accord avec le régime syrien. Mazloum Abdi déclare alors au magazine américain Foreign Policy : « Nous savons que nous devrons faire des compromis douloureux. Mais entre les compromis et le génocide de notre peuple, nous choisirons la vie ». Le président turc Recep Tayyip Erdoğan demande quant à lui aux États-Unis de livrer Mazloum Abdi à la Turquie, invoquant le fait que le chef des FDS fait l'objet depuis plusieurs années d'une notice rouge d'Interpol émise par la Turquie.

### Chute du régime Assad
Après la chute du régime Assad le 8 décembre 2024, le groupe rebelle islamiste Hayat Tahrir al-Cham désormais au pouvoir à Damas exige le désarmement complet des groupes rebelles kurdes syriens et leur intégration dans l'armée. Cette exigence est rejetée par ces derniers qui considéreraient une telle décision comme une reddition. Mazloum Abdi se déclare ouvert aux négociations, mais aussi souhaiter conserver une autonomie sur les territoires du Nord-Est, ce qui semble incompatible avec le projet des nouvelles autorités syriennes à démanteler l’ensemble des groupes armés du pays et constituer une armée nationale unifiée.
Le 16 janvier 2024, Mazloum Abdi se rend à Erbil, capitale du Kurdistan irakien, où il est reçu par le chef historique du Parti démocratique du Kurdistan (PDK), Massoud Barzani. Les deux hommes et leurs forces armées ont combattu simultanément le groupe État islamique en Irak et en Syrie entre 2014 et 2019 mais ont des relations difficiles, le PDK étant proche d'Ankara alors que les YPG sont proche du PKK qui combat la Turquie. Si aucun communiqué officiel n’est publié après leur rencontre, un responsable du PDK a souligné que les discussions représentaient un « accomplissement important pour renforcer l’unité et la position kurdes ». Cette rencontre aurait été organisée avec la bénédiction de Washington, et Mazloum Abdi aurait été transporté dans un hélicoptère américain.
Le 10 mars 2025, Mazloum Abdi signe un accord avec Ahmed al-Charaa à Damas prévoyant l'intégration au sein de État syrien des institutions civiles et militaires de l'Administration autonome du Nord et de l'Est de la Syrie, contrôlée par les Forces démocratiques syriennes. 

## Œuvres
En 1999, il publie, sous une forme romancée, deux volumes de souvenirs de son expérience militaire dans les monts Zagros.
- Mehmet Sebatli [pseudonyme de Mazloum Abdi], Kasırga taburu [Le bataillon bourrasque], Istanbul, Aram, 1999, 599 p.  (ISBN 9758242539)